# Xiphidiopsis elaphocerca
Xiphidiopsis elaphocerca är en insektsart som beskrevs av Heinrich Hugo Karny 1926. Xiphidiopsis elaphocerca ingår i släktet Xiphidiopsis och familjen vårtbitare. Inga underarter finns listade i Catalogue of Life.